# Sanne (Fluss)
Die Sanne ist ein Fluss in Frankreich, der im Département Isère in der Region Auvergne-Rhône-Alpes verläuft. Sie entspringt im Gemeindegebiet von Primarette, nahe der Hochgeschwindigkeits-Bahnstrecke Rhône-Alpes, entwässert generell in südwestlicher Richtung und erreicht südlich von Roussillon das Rhône-Tal. Ab hier folgt sie in geringem Abstand dem 
Schleusenkanal von Le Péage-de-Roussillon und mündet schließlich nach insgesamt rund 26 Kilometern im Gemeindegebiet von Sablons als rechter Nebenfluss in den Dolon, der seinerseits etwa einen Kilometer weiter in den Schleusenkanal und in weiterer Folge in die Rhône mündet.

## Orte am Fluss
(Reihenfolge in Fließrichtung)
- La Chapelle-de-Surieu
- Saint-Romain-de-Surieu
- Ville-sous-Anjou
- Salaise-sur-Sanne